# 第一雙溪橋
台鐵第一雙溪橋是位於中華民國（台灣）新北市雙溪上的一座鐵路橋樑，連接新北市雙溪區雙溪車站與貢寮區貢寮車站，1983年於舊橋原址及下游側重建新橋。

## 沿革與設計

### 第一代橋
宜蘭線鐵路於1917年動工興建，工程分別從路線的南（蘇澳）、北（八堵）兩端向中間施築。1920年12月10日南段已通車至大里車站，而北段則於1923年10月21日延伸到雙溪車站，中間只剩雙溪＝大里段未完工，該段鐵路雙溪＝貢寮間跨越雙溪之處由臺灣總督府鐵道部分別架設單線的「第一雙溪橋」、「第二雙溪橋」，由住吉組承包，1924年5月竣工，並在同年12月1日隨宜蘭線全線通車營運而啟用。
第一代第一雙溪橋為3孔上承式鋼鈑梁橋，每孔跨度60呎（約19公尺），橋台與橋墩以水泥磚（混凝土磚）構築，橋台背面翼牆則為卵石結構。
1980年7月1日起至1986年1月9日止，臺鐵局進行宜蘭線鐵路擴建工程時，將第一代第一雙溪橋改建為3孔上承式預力混凝土梁橋，於1983年竣工，次（1984）年7月1日雙溪＝貢寮＝福隆段雙軌化完工營運。
第一代橋1924年通車及1983年改建後，使用至2025年6月14日夜，配合鐵路行車安全改善六年計畫-第一、二雙溪橋改建工程之新線橋梁（第三代橋西正線）通車，於14日夜跨15日晨進行軌道切換，自2025年6月15日日起北上列車行駛第三代橋，第一代橋停用。

### 第二代橋
宜蘭線鐵路通車營運50餘年後，原有單線鐵路承載量達到飽和邊緣，且為配合1979年北迴線即將全線通車的營運需求，臺灣鐵路管理局提出宜蘭線鐵路擴建工程計劃，實施全線雙軌化工程（已完成雙線路段者除外），其中雙溪＝貢寮間的第二代新橋建於第一代橋下游側（北側），於1983年完工，隔（1984）年7月1日雙溪＝貢寮＝福隆段雙軌化通車。
第二代第一雙溪橋與重建後的第一代橋相同，也是3孔上承式預力混凝土梁橋，做東正線（下行線）使用。

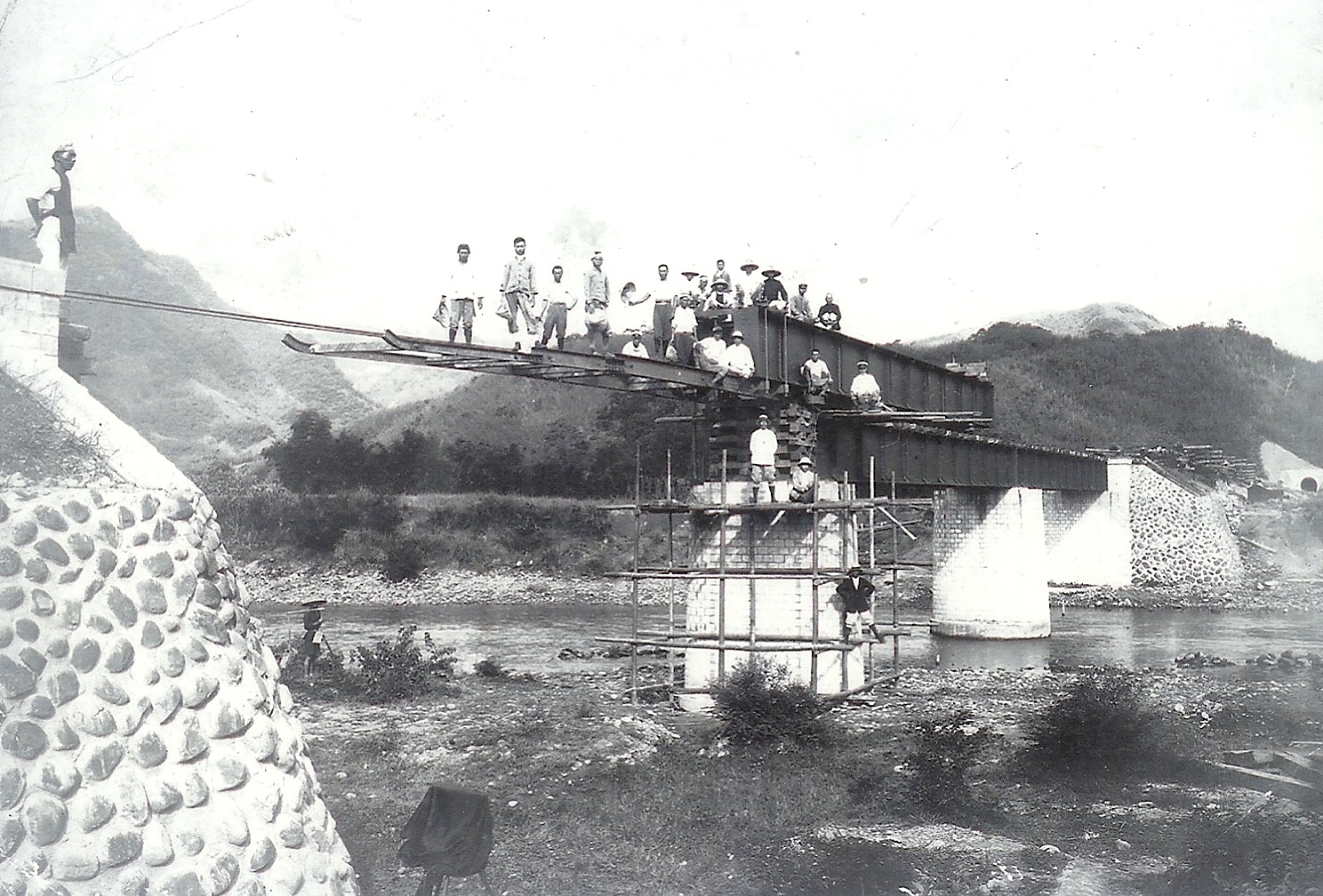
1924年宜蘭線第一代第一雙溪橋架設鋼鈑梁，照片由東向西拍攝（前畑俊穗／提供；蘭陽博物館／藏）
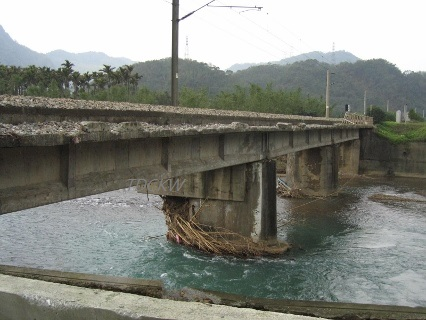
1983年重建後的第一代第一雙溪橋水患後光景（2005年）

### 電氣化
宜蘭線電氣化工程自1991年7月1日開工，本橋電氣化屬第一階段八堵～羅東間範疇，於2000年5月3日正式通電營運，該工程包括更換每公尺50公斤鋼軌及預力混凝土枕木。

## 改建計畫（第三代橋）
由於本橋梁位於雙溪河入海前的洪泛平原，近年來因氣候變遷影響，每逢颱風豪雨洪汛期間，常發生洪水災害，導致鐵路中斷，尤其2001年納莉颱風及2004年納坦颱風過境期間，曾發生洪水漫過軌道，路基遭掏空流失，導致宜蘭線鐵路嚴重中斷損壞，列車停駛，造成營運巨大損失。
因此，考量雙溪流域排洪，臺鐵局推動「易淹水地區治理計畫」並改善強化鐵路橋梁結構，以符合最新耐震規定，辦理「鐵路行車安全改善計畫-第一、二雙溪橋改建工程」，將本橋（第一雙溪橋）及其下行方向（東側）鄰近的「第二雙溪橋」合併延建與加高。
新橋建造於本橋的南側旁，總長約1,396公尺，梁底提高2.25公尺，跨河段改為箱型梁橋，並消除1處曲線，改善2處小半徑曲線。新橋西正線部分，於2025年6月14日夜跨15日晨切換，自6月15日起，北上列車行駛第三代橋西正線，第一代橋停用。

## 橋梁週邊
- 保民殿（仙公廟）
- 孝思堂

## 引用資料
1. 1 2  . 臺北市. 1924年11月30日 （日语）.
2. ↑  . 中央研究院.[]
3. ↑  . 臺北: 臺灣總督府交通局鐵道部. 1925年12月18日，日本國立國會圖書館數位典藏: 頁63  [2022年9月23日]. （原始内容存档于2022年9月23日） （日语）.
4. 1 2  蔡龍保、温文佑、松葉隼、陳家豪. . 臺北市: 國立臺灣博物館發行. 2021年3月1日初版: 頁48、82、83. ISBN 978-986-532-290-8 （中文（臺灣））.
5. 1 2  臺鐵宜蘭線鐵路擴建工程處. . ，出版年不詳: 5-08-1、5-09-1〈第一、二双溪橋新建部分〉 （中文（臺灣））.
6. 1 2  中華民國交通部. . 臺北市. 1984年12月: 頁446 （中文（臺灣））.
7. 1 2  . 2004～2018年  [2020-08-30]. （原始内容存档于2018-11-05） （中文（臺灣））.
8. 1 2  古庭維 KU Tingwei's post. . 2025年6月15日 （中文（臺灣））.
9. ↑  〈發揮北迴鐵路最大承運效果 宜蘭線鐵路加舖雙軌 交通單位擬提前實施〉，《中國時報》，1979年2月10日，第2版（繁體中文）。
10. ↑  楊永仁，〈東北幹線再升級：宜蘭線電氣化〉，《鐵道情報》138期，中華民國鐵道文化協會，2002年12月號，頁11（繁體中文）。
11. ↑  〈(1)鐵路橋梁改建〉[]（繁體中文）[]
12. ↑  國營臺灣鐵路股份有限公司. . 2025年6月13日 （中文（臺灣））.